# جبريل بيرغن
جبريل بيرغن هو مجدف كندي، ولد في 6 يوليو 1982 في دوسن كريك في كندا.

## وصلات خارجية
- جبريل بيرغن على موقع الاتحاد الدولي للتجديف (الإنجليزية)
- جبريل بيرغن على موقع اللجنة الأولمبية الدولية (الإنجليزية)
- جبريل بيرغن على موقع أوليمبيديا (الإنجليزية)
- جبريل بيرغن على موقع اللجنة الأولمبية الكندية (الإنجليزية)